# Ekshumacje ofiar terroru komunistycznego z lat 1944–1956

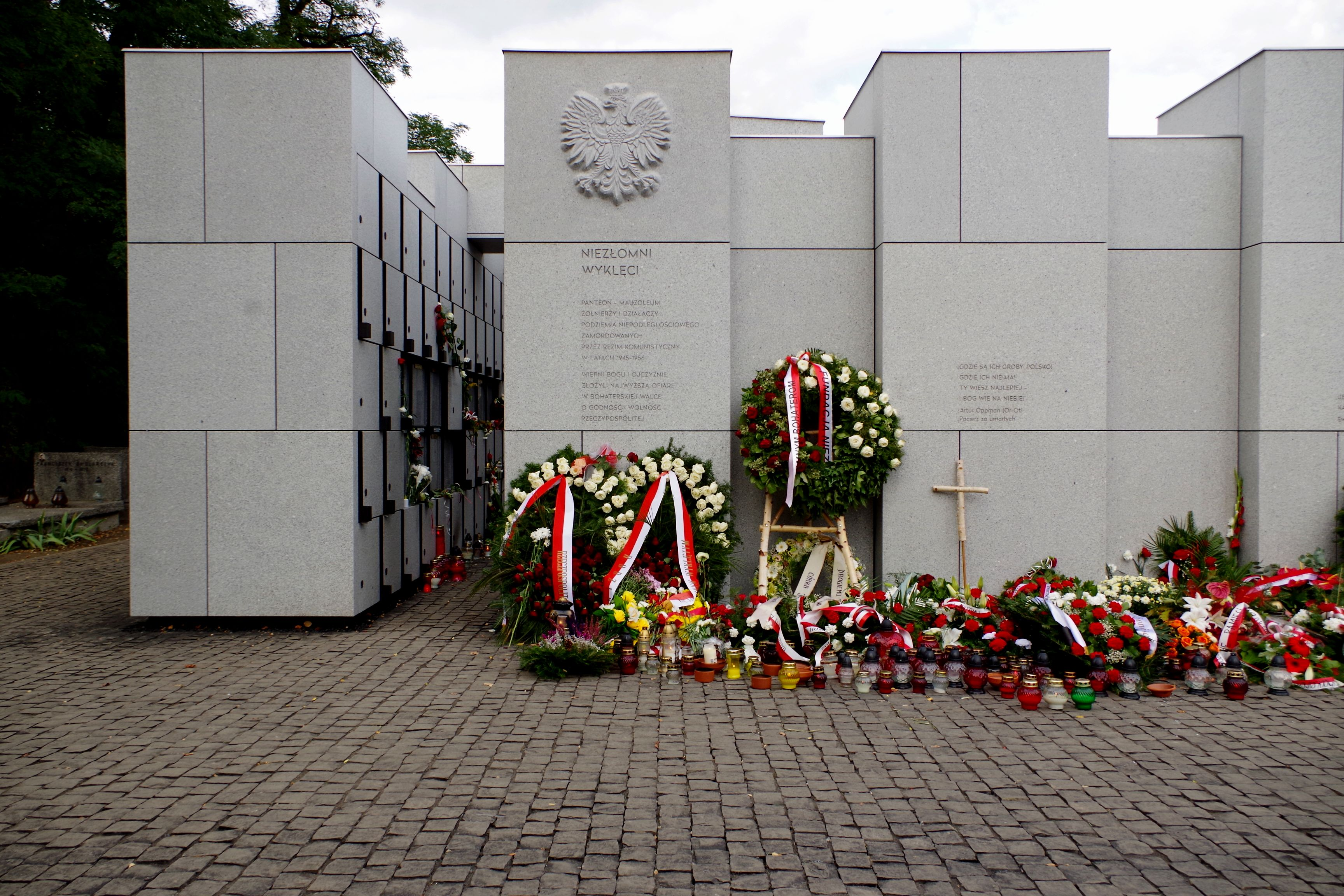
Fragment Panteonu – Mauzoleum Wyklętych-Niezłomnych w Kwaterze na Łączce (2015)

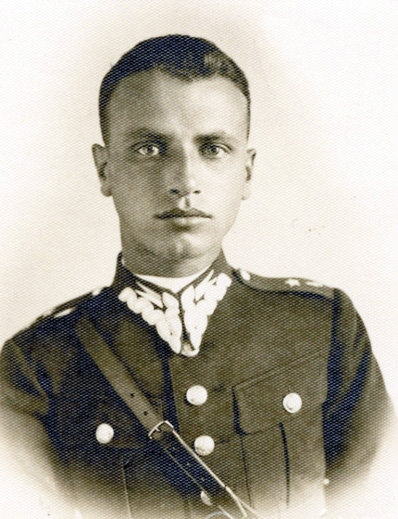
Zygmunt Szendzielarz, jedna z ofiar terroru komunistycznego w latach 1944–1956

Ekshumacje ofiar terroru komunistycznego z lat 1944–1956 – przeprowadzone w latach 2012–2017 na terenach kwatery N45 Cmentarza Bródnowskiego, kwatery Ł i Ł II Cmentarza Wojskowego na Powązkach i Nowym cmentarzu na Służewie przy ul. Wałbrzyskiej przez Instytut Pamięci Narodowej, Rada Ochrony Pamięci Walk i Męczeństwa i Ministerstwo Sprawiedliwości.
Celem poszukiwań było odnalezienie szczątków żołnierzy wyklętych zamordowanych m.in. w więzieniu na Rakowieckiej, więzienie karno-śledczym nr III tzw. „Toledo.
Wśród pooszukiwanych było ponad 300 osób między innymi rotmistrz Witold Pilecki, Stanisław Abramowski, Bolesław Budelewski, Stanisław Kasznica Tadeusz Pela. Osoby których szczątki zidentyfikowano do tej pory z pomocą Polskiej Bazy Genetycznej Ofiar Totalitaryzmów.